# Hexan-1-ol
L'hexan-1-ol (abans anomenat 1-hexanol) és un compost orgànic del grup dels alcohols constituït per una cadena lineal de sis àtoms de carboni amb el grup hidroxil {\displaystyle {\ce {-OH}}} enllaçat al primer. La seva fórmula molecular és {\displaystyle {\ce {C6H14O}}}.

## Propietats
A temperatura ambient és un líquid incolor amb olor agradable. La seva densitat és de 0,8153 g/cm³ a 25 °C, el seu punt de fusió –44,6 °C i el d'ebullició 157 °C. El seu punt d'inflamabilitat és de 63 °C i la temperatura d'ignició 290 °C. És soluble en aigua (5,9 g/l) i soluble en etanol, cloroform i acetona. La seva pressió de vapor és de 0,928 mm Hg a 25 °C.
S'ha aïllat en la mel obtinguda de les flors de lavanda.

## Aplicacions
S'utilitza com a dissolvent, com a material bàsic per a la indústria del perfum, i per a la producció de plastificants (en aquest cas normalment com a barreja amb alcohols amb un nombre de carbonis més elevat).